# اعلاء جیر (یمن)
اعلاء جیر (در عربی:  أعلار الجیر)
نام روستایی است در دهستان الَمغلاف از توابع استان جَوف در کشور یمن در شبه جزیره عربستان.

## جمعیت
جمعیت آن (۵۰) نفر (۴ خانوار) می‌باشد.